# Anne Carina Hashagen

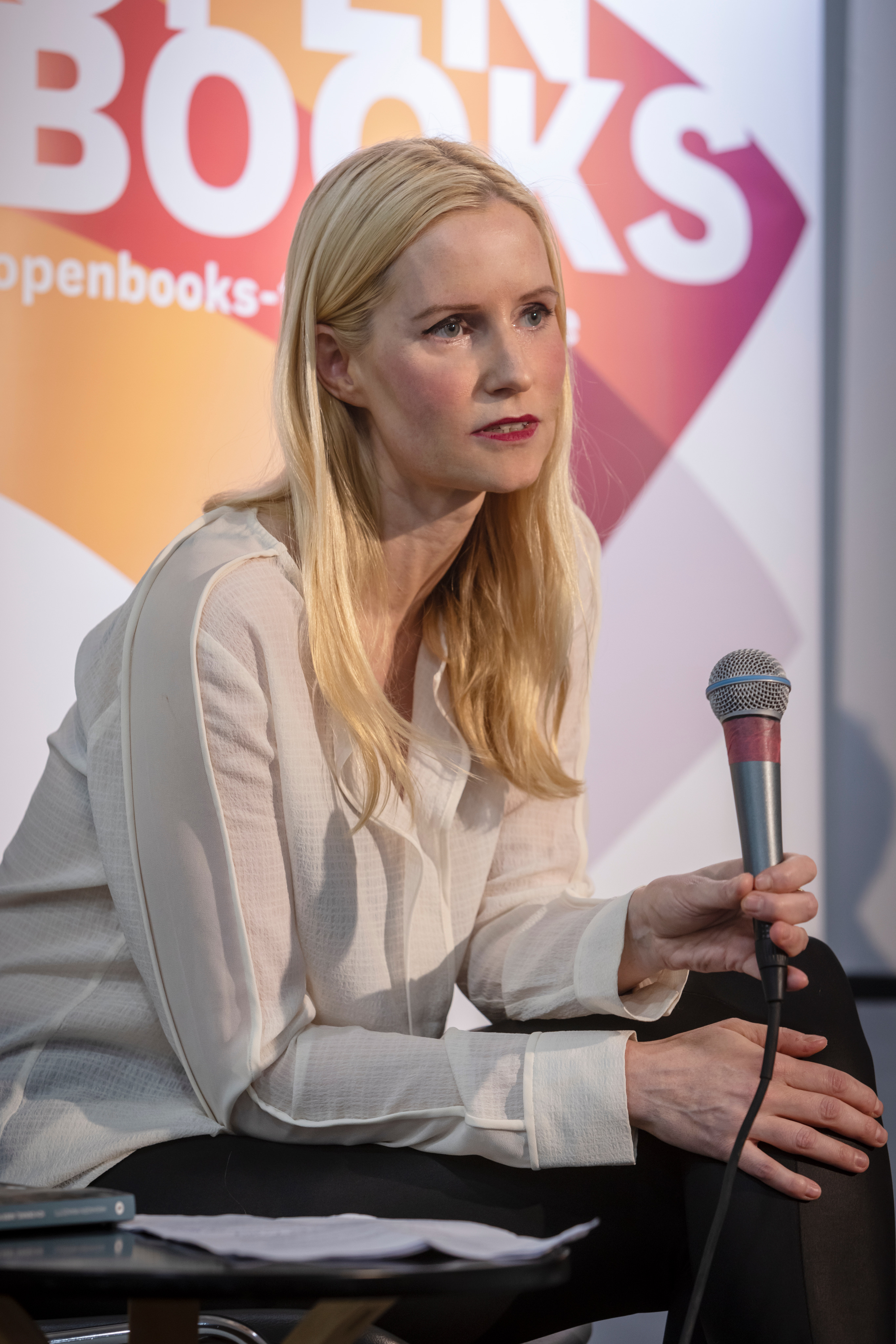
Anne Carina Hashagen (2021)

Anne Carina Hashagen (* 2. Juni 1975 in Wuppertal) ist eine deutsche Autorin.

## Leben
Hashagen wuchs in Wuppertal und Bremen auf. Nach dem Abitur studierte Hashagen Betriebswirtschaftslehre an der Universität Bayreuth. Seit 2001 arbeitet sie in Frankfurt als Bankerin im Finanzwesen. Ihre private Leidenschaft ist das Schreiben.

## Schriftstellerisches Werk
Hashagens erstes Buch „Ja!“, in dem sie sich mit wissenschaftlichen Erkenntnissen zur Paarpsychologie auseinandersetzte, erschien 2011. 2012 und 2014 veröffentlichte sie die Fantasy-Reihe „Anton Pfeiffer“. Im Jahr 2018 erschien „Die Wette“, ihr erster Roman. 2021 veröffentlichte sie zusammen mit Riccardo Manzotti das philosophische Sachbuch „Ich denke, aber wer ist Ich?“. Im Mai 2024 erschien Hashagens Roman-Satire „Fucking Famous“. Sie schildert darin den Aufstieg der Protagonistin zum Social-Media-Star. Die Idee zum Roman lieferte der Werdegang von Anna Sorokin. Direkt nach Veröffentlichung wurden die Filmrechte verkauft.

## Bücher
- Ja! 10 Regeln den Mann fürs Leben zu finden und zu heiraten, Hoffmann & Campe Verlag, 2011
- Anton Pfeiffer und der Zauberkongress, Herausgeber: CreateSpace, ISBN 1-4792-1351-9, 2012
- Anton Pfeiffer und der Hexensabbat (Buch 2), Herausgeber: CreateSpace, ISBN 1-4975-2232-3, 2014
- Die Wette, Herausgeber: CreateSpace, ISBN 1-977083-75-7, 2018
- Ich denke, aber wer ist Ich?, zsm. mit Riccardo Manzotti, Büchner-Verlag, ISBN 978-3-96317-785-9, 2021
- Fucking famous, ISBN 978-3-96079-112-6, Solibro Verlag, 2024

## Privates
Hashagen lebt in Frankfurt.